# 誘導全身抵抗性
誘導全身抵抗性（ゆうどうぜんしんていこうせい、Induced Systemic Resistance：ISR）は、感染によって活性化される植物の抵抗機構である。その作用は、侵入してきた病原体を直接死滅させたり阻害したりするのではなく、宿主植物の物理的または化学的なバリアーを高めることで発揮される。全身獲得抵抗性（SAR）と同様に、植物は感染が起こると病原体や寄生虫などの侵入者に対する防御機能を身につけることができる。サリチル酸の蓄積によって引き起こされるSARとは対照的に、ISRはジャスモン酸（JA）とエチレン（ET）によって活性化されるシグナル伝達経路に依存している。

## 発見
植物が病原体を防御するための抵抗力を誘導することは1901年に確認され、“system of acquired resistance”と表現された。その後、いくつかの異なる用語、すなわち、“acquired physiological immunity”、“resistance displacement”、“plant immune function”、“誘導全身抵抗性”が使用されている。植物にウイルス、細菌、真菌などの病害抵抗性を誘導する刺激には、機械的要因（ドライアイスによる損傷、電磁波、紫外線、低温・高温処理など）、化学的要因（重金属塩、水、サリチル酸）、生物的要因（真菌、細菌、ウイルス、およびそれらの代謝物）など、多くの形態があることがわかっている。

## 機序
植物の誘導抵抗性には、SAR経路とISR経路という2つの主要な作用様式がある。SARは、迅速な局所反応、すなわち過敏感反応を誘発し、病原体を感染部位の狭い範囲から外に出さない。前述の通り、サリチル酸はSAR経路の作用物質である。ISRはジャスモン酸（JA）で植物の防御システムを強化する。どちらもNPR-1の作用を利用しているが、SARはPR遺伝子を利用している。ここで重要なのは、この2つの媒介反応が互いに調節作用を持っていることである。SAが上がると、JAの効果が抑制される。両方の反応を活性化する際には、バランスを保つ必要がある。
ISR反応は根圏細菌によって媒介されることがある。根圏細菌は、JA/ET防御に敏感な壊死性の病原体や昆虫の草食動物に対して有効であることが示されている。根圏細菌が媒介するISRの重要性は広く報告されている。
植物誘導全身抵抗性の生物学的要因には、一般的に、古典的な植物発病誘導抵抗性（PGPR）または植物成長促進菌（PGPF）と、植物成長促進根圏細菌（PGPR）または植物成長促進菌（PGPF）の2つに大別される。この違いは主に、後者が植物の成長を効果的に促進し、作物の収穫量を増加させると同時に、病気（時には害虫も含む）に対する植物の抵抗力を引き起こす（または増加させる）ことができるという点に起因する。

## 昆虫への影響
いくつかの研究では、有益な微生物が植物と昆虫の相互作用に悪影響を及ぼすことも報告されている。

## 応用研究
これまでに、植物の全身抵抗性の誘導は、基礎研究や応用研究に重要な意味を持つことがわかっている。
メロン、タバコ、マメ、ジャガイモ、イネにおける誘導抵抗性の応用は大きな成功を収めている。過去10年間で、誘導全身抵抗性の研究は非常に活発な分野となっている。
ISR経路を人為的に活性化する方法は、活発な研究分野である。植物の全身抵抗性を誘導する研究と応用は先行きが明るいが、植物病原体を制御するための主要な要因にはまだなっていない。統合的害虫管理プログラムに組み込むことで、いくつかの有望な結果が得られている。根に付着した微生物がジャスモン酸シグナルを活性化することで、葉をかじる害虫を防御するという研究もある。
現在進行中のISR研究には、
1. 誘導因子の選択を系統的に改善する方法、
2. 誘導因子の傷害、
3. 誘導因子の多重効果現象、
4. 化学的誘導因子の環境因子への影響、
5. 多変量生物学的誘導因子の集団安定性の確立、

などがある。ISRの研究は、
1. 病原体の農薬に対する耐性の増加、
2. より毒性の強い農薬の一部を市場から排除する必要性、
3. 農薬使用の影響として引き起こされる健康や環境問題、
4. 特定の農薬が一部の病原体を防げないこと、

など、農薬使用に対する対応が主な目的となっている。